# Хајделберг (Мисисипи)
Хајделберг (енгл. Heidelberg) град је у америчкој савезној држави Мисисипи.

## Демографија
По попису из 2010. године број становника је 718, што је 122 (-14,5%) становника мање него 2000. године.
| Група             | 2000.       | 2010.       |
| Белци             | 220 (26,2%) | 127 (17,7%) |
| Афроамериканци    | 616 (73,3%) | 578 (80,5%) |
| Азијати           | 0 (0,0%)    | 0 (0,0%)    |
| Хиспаноамериканци | 3 (0,4%)    | 12 (1,7%)   |
| Укупно            | 840         | 718         |